# Фердинанд де Марсен
Фердинанд де Марсен (фр. Ferdinand de Marsin; 10 лютого 1656 — 9 вересня 1706) — військовий та державний діяч Французького королівства, граф, маршал Франції.

## Життєпис
Походив зі шляхетського роду Марсенів з Льєзького єпископства. Син Жана-Гаспара Фердинанда де Марсена, генерал-капітана, й графині Марії де Бальзак де Кремон-д'Антраг. Народився 1656 року в Льєжі. Спочатку перебував під орудою батька, почавши першу службу під час Деволюційної війни та початку Голландської війни.
1673 року після смерті батька перебрався до Франції. Розпочав службу в королівських жандармах. 1674 року очолював роту фламандських жандармів. Того ж року відзначився у битвах біля Сенефе та Мюльгаузені. У 1676 році брав участь у здобутті Конде-сюр-л'Еско, Бушена і Ера. 1677 року звитяжив у битві при Касселі (неподалік Дюнкерку) і захопленні Сент-Омера.
З початком Війни Аугсбургской ліги 1688 року призначено бригадиром кавалерії. 1689 року очолив жандармів в армії маршала Жан Анрі де Дюрфора. 1690 року воював під орудою маршала Франсуа-Анрі Монморансі-Люксембурга у Фландрії, був поранений в битві при Флерюсі у липні того ж року. У 1691 році відзначився при облозі Монса. Згодом переведено до Мозельської армії маршала Луї-Франсуа де Буфлера. 1692 року переведено до Фландрської армії. Невдовзі відзначився в битві при Стенкерке.
1693 року призначено табірним маршалом (на кшталт генерал-майора). Брав участь в битві при Неєрвіндені і облозі Шарлеруа. У серпні 1694 року брав участь в марші французької армії з Віньямона до мосту Есп'єра. Після цієї кампанії став лицарем ордена Святого Людовика. У 1695 році служив в Мааській армії на чолі з маршалом Луї-Франсуа де Буфлером. 1695 року призначається генеральним директором кавалерії і переведений до Італії. У 1696 році брав участь в облозі Валенца, що закінчилася підписанням 7 жовтня миру з імператором і королем Іспанії. У 1697 році під командуванням маршала Ніколя Катіна брав участь в облозі Ата. Після закінчення війни в лютому 1698 Марсен був відставлений спрямований на службу в Куденського табору під Комп'єном.
У 1700 році спрямований до Міланського герцогства в армію маршала Ніколя Катіни. 1701 року отримав звання генерал-лейтенанти. Потім король призначив його надзвичайним послом до двору Філіппа V, короля Іспанії. 1702 року супроводжував останнього до Неаполя, де той коронувався королем Неаполітанським. У липні того ж року вирушив до Мілана. Невдовзі відзначився у битві під Луццарою, де отримав кілька поранень. Наприкінці року повернувся до Парижу, де в січні 1703 року став кавалером Ордену Святого Духу. В тому ж році приставлений начальником охорони Людовика, герцога Бургундського, очільника Німецької армії. Звитяжив при облогах Брайзаху і Ландау, в битві біля Шпеєрбаху. У жовтні стає маршалом Франції та невдовзі очолив Баварську армію. Невдовзі успішно захопив Аугсбург.
1704 року командував лівим флангом у битві під Гохштедтом. Не відступив, а після поразки центру і флангу франко-баварської армії Марсен зумів організовано відступити та зібрав рештки розбитих частин. Згодом з'єднався з маршалом Франсуа де Невілєм, разом з яким відступив до Келю.
1705 року призначено губернатором Валансьєну. Потім очолив Ельзаську армію, з якою зайняв Зельц і Вердт. Потім разом з Клодом Луї Ектором де Вілларом зайняв Вайсенберг та Лаутернські лінії.
1706 року призначено очолювати Мозельську армію. Атакував біля Друсенгайма Людвига Вільгельма, маркграфа Баден-Бадену, який зазнав тяжкої поразки. після цього рушив на допомогу Франсуа де Невілю, але то не дочекався Марсена, давши битву супротивникові, зазнавши поразки у битві біля Рамільї. Потім переведено до Італійської армії. тут того ж року Фердинанд де Марсен зазнав тяжкого поранення під час облоги Турину армією Євгена Савойського. Потрапив у полон і через 2 дні помер.